# Stix Hooper
Nesbert "Stix" Hooper (født 15. august 1938 i Houston, Texas) er en amerikansk funkjazz trommeslager. 
Hooper er mest kendt for sit lange medlemskab af The Jazz Crusaders, en gruppe som spiller en fusionering af jazz, funk og gospel musik. Han har også indspillet plader i eget navn.